# Valle del Fraser

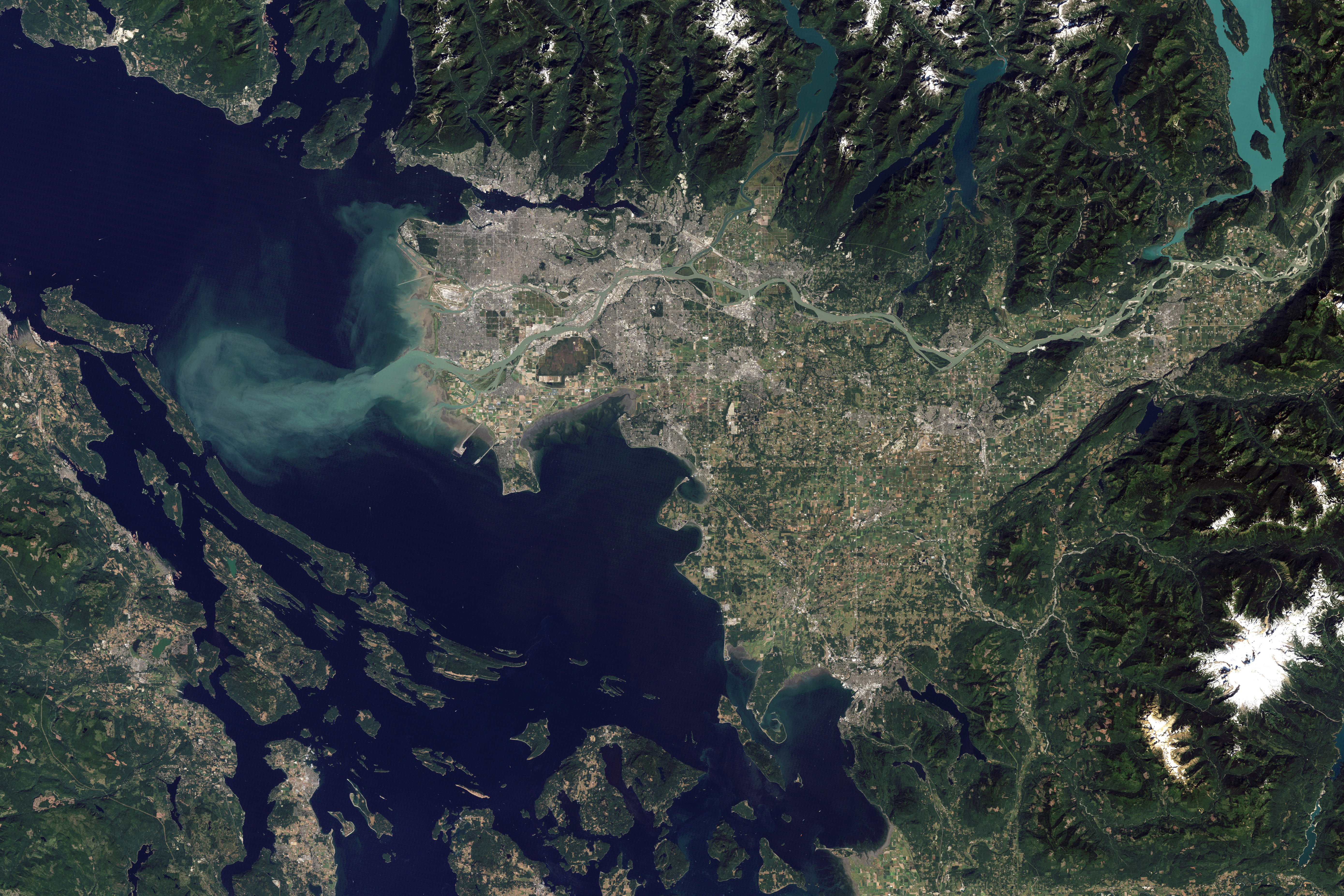
Imagen Landsat de la Llanura del Fraser, que se extiende desde Chilliwack en el noreste hasta el Estrecho de Georgia en el suroeste. El sedimento depositado por el río Fraser es claramente visible

El valle del Fraser es la región de la cuenca del río Fraser en el suroeste de la Columbia Británica, aguas abajo del cañón del Fraser. El término se utiliza a veces fuera de la Columbia Británica para referirse a toda la cuenca incluyendo el cañón Fraser y desde allí hasta su nacimiento, pero en general el uso del término en la Columbia Británica se refiere al tramo del río aguas abajo del pueblo de Hope, e incluye toda la porción canadiense de la planicie del Fraser y las áreas que la flanquean.

Evolución del Valle del Bajo Fraser desde Langley a Harrison

## Historia
Esta sección del río Fraser es conocida por los pueblos indígenas locales como "Sto:lo" en el idioma halqemeylem de la zona, y este término ha sido adoptado para referirse a todos los pueblos indígenas de la llanura del Fraser, aparte de los squamish y los Musqueam. Los pueblos indígenas de la zona han utilizado durante mucho tiempo el valle del río para la explotación agrícola y comercial y continúan haciéndolo en la actualidad.
Estos indígenas que conservan la tierra no fueron consultados en el Tratado de Oregón, en el que los Estados Unidos y Gran Bretaña definieron y reconocieron mutuamente sus reivindicaciones sobre la zona. Esta extralimitación de la jurisdicción condujo inevitablemente a un conflicto, ya que Gran Bretaña fue incapaz de ejercer el control que reclamaban sobre el valle del río. Cuando una ola de inmigrantes inundó el valle del río Fraser a causa de la fiebre del oro del cañón del Fraser, los británicos fueron incapaces de mantener el orden sin la cooperación de los pueblos indígenas locales, y estalló la Guerra del cañón del Fraser. La guerra se resolvió con una serie de tratados, ninguno de los cuales permanece hasta hoy, pero que evidentemente incluía la regulación de la inmigración y la continuación de la minería en el río por los habitantes indígenas y los nuevos inmigrantes. Esta guerra fue parte de una serie de conflictos locales en torno a la llegada de los colonos antes de que los americanos y británicos pudieran mantener el orden y se negaran a cooperar o a reconocer las reivindicaciones y demandas de tierras indígenas. Estos conflictos fueron fundamentales en muchos aspectos para el asentamiento de la Costa Oeste tanto en el Canadá como en los Estados Unidos.
La interacción de los pueblos indígenas y los colonos condujo al crecimiento del Chinook Wawa, una lengua pidgin que se utilizó en todo el Valle del Río Fraser hasta principios del siglo XX. La industrialización del río comenzó con el uso de la vía fluvial comercial tradicional por barcos de vapor y, con el tiempo, se construyeron carreteras y ferrocarriles, impulsados por y a su vez impulsando un mayor crecimiento de la población. Hoy en día, los medios de transporte más importantes que atraviesan la región son el Ferrocarril del Pacífico Canadiense y el Ferrocarril Nacional Canadiense, las líneas principales transcontinentales, la Autopista Lougheed (Autopista 7) y la Autopista Transcanadiense (Autopista 1).

## Geografía

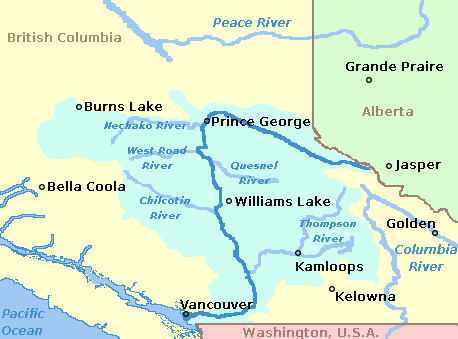
Mapa que muestra el Río Fraser y sus principales afluentes

Después de descender por los rápidos del cañón del Fraser, el Río Fraser emerge casi al nivel del mar en Yale, a más de 100 km tierra adentro. Aunque el cañón en términos geográficos se define como que termina en Yale, Hope debe considerarse en general el extremo sur del cañón, en parte debido al cambio de carácter de la carretera desde ese punto, y tal vez también porque es en Hope donde se encuentran las primeras llanuras de inundación que caracterizan el curso del Bajo Fraser. Aguas abajo de Hope, el río y las llanuras de inundación adyacentes se ensanchan considerablemente en la zona de Rosedale, Chilliwack y Agassiz, que se considera la cabecera del delta del Fraser. Desde allí el río pasa por algunas de las tierras agrícolas más fértiles de la Columbia Británica -así como por el corazón de la región metropolitana de Vancouver- en su camino a través del valle hasta su desembocadura en el estrecho de Georgia.
Durante la última edad de hielo, el área que se convertiría en el Valle de Fraser estaba cubierta por una capa de hielo, amurallada por las montañas de los alrededores. A medida que el hielo se retiraba, la tierra que había estado cubierta por glaciares fue cubierta por el agua en su lugar, y luego se elevó lentamente por encima del agua, formando la cuenca que existe hoy en día. El valle es el mayor accidente geográfico de la ecorregión de Lower Mainland y se considera que su delta comienza en la zona de Agassiz y Chilliwack, aunque hay tramos de llanura inundable que flanquean las laderas de las montañas entre allí y Hope.
Varios de los afluentes inferiores del Fraser tienen llanuras de inundación propias, compartidas en común con el Fraser inundable. De diverso tamaño, estos incluyen el río Harrison, el río Chilliwack (río Vedder), el arroyo Hatzic y el lago Hatzic, los ríos Stave, Alouette, Pitt y Coquitlam. También se incorporan a la región del delta del Fraser las llanuras de inundación de los ríos Nicomekl y Serpentine y el desagüe del río Sumas, que fluyen hacia el agua salada independientemente del Fraser pero ayudan a drenar sus tierras bajas. El Fraser llega con la marea hasta la ciudad de Mission y, al otro lado del río, hasta la ciudad de Abbotsford, que es el punto más cercano del río Fraser a la frontera internacional, a unas 6 millas al norte de Sumas, Washington. El lago Pitt, uno de los últimos afluentes del Fraser y uno de los más grandes, tiene una elevación tan baja, a pesar de su situación montañosa, que es uno de los mayores lagos de agua dulce del mundo.
Los lagos de Oxbow y las marismas laterales son una característica común de la geografía del Bajo Fraser. Los dos principales marjales son los del Lago Hatzic y el Río Stave en los lados opuestos de Mission, aunque el del Stave se ha sedimentado y parte de él se ha drenado para formar un lago artificial. Alrededor del Fuerte Langley había un marjal, en su mayor parte inundado en el momento de la fundación del fuerte, que fue drenado y pasó a formar parte de la granja del fuerte y sigue siendo hoy en día tierra de cultivo. El sistema de pantanos y canales laterales del río es complicado, pero los pantanos importantes incluyen los que rodean la isla Nicomen, la Isla de las Aves Marinas y los que flanquean el río desde Rosedale hasta la montaña Sumas, en el lado occidental de la ciudad de Chilliwack.

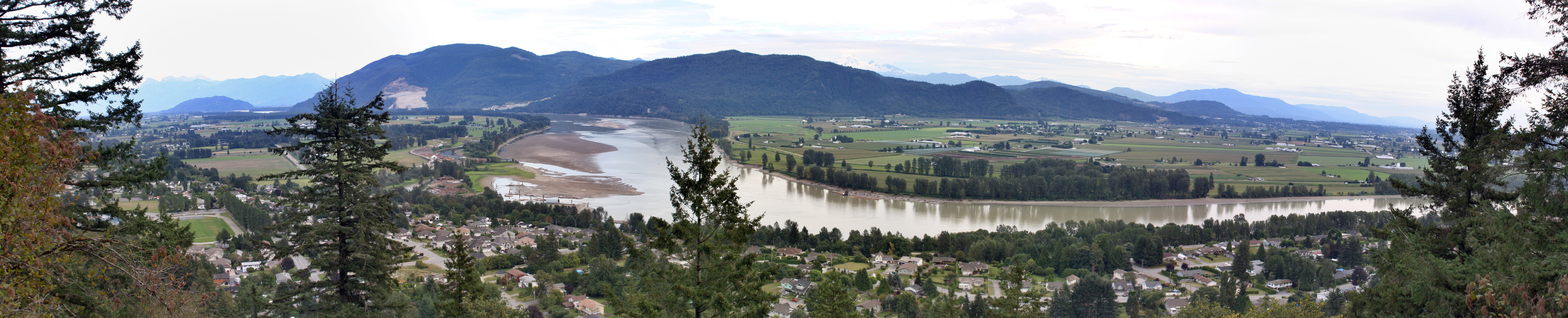
Vista panorámica del río y el valle del Fraser vista desde los terrenos de la Abadía de Westminster, sobre Hatzic en Mission, Columbia Británica

Vista panorámica del Valle de Fraser como se ve desde la parte oriental de Abbotsford mirando al noroeste, mostrando el Distrito de la Misión, que se encuentra cruzando el río desde este punto de vista

## Clima
En invierno, el Valle del Fraser ocasionalmente juega un papel importante en el régimen climático a lo largo de la costa occidental de América del Norte hasta el sur de California, actuando como una salida natural para la masa de aire intensamente fría del Ártico que típicamente se asienta sobre el oeste de Canadá durante el invierno. En ciertas condiciones meteorológicas, fuertes vientos se desatan en el Valle del Fraser y sobre las aguas relativamente más cálidas del estrecho de Georgia y del estrecho de Juan de Fuca. Esto puede producir nevadas por efecto lacustre, especialmente entre Port Angeles y Sequim, donde la masa de aire choca con las montañas Olímpicas. El aire frío del Valle del Fraser también puede fluir sobre el Océano Pacífico. Se producen líneas de nubes y precipitaciones de convección de efecto oceánico a medida que el calor y la humedad modifican la muy seca y fría masa de aire. Éstas se organizan entonces típicamente como un sistema de baja presión que devuelve las precipitaciones a la costa del sur de Canadá, a menudo llevando la nieve a elevaciones inusualmente bajas.

## Demografía
| Censo de Canadá 2016                     | Censo de Canadá 2016                       | Población    | % de la población total (2016) |
| ---------------------------------------- | ------------------------------------------ | ------------ | ------------------------------ |
| Grupo minoritario visible                | Sur De Asia                                | 39,920       | 13,8 %                         |
| Grupo minoritario visible                | Chino                                      | 3,660        | 1,2 %                          |
| Grupo minoritario visible                | Negro                                      | 2,495        | 0,9 %                          |
| Grupo minoritario visible                | Filipino                                   | 2,700        | 0,9 %                          |
| Grupo minoritario visible                | América Latina                             | 2,050        | 0,7 %                          |
| Grupo minoritario visible                | Árabe                                      | 505          | 0,2 %                          |
| Grupo minoritario visible                | El Sudeste Asiático                        | 2285 cuentan | 0,8 %                          |
| Grupo minoritario visible                | Asia Occidental                            | 355          | 0,1 %                          |
| Grupo minoritario visible                | Coreano                                    | 2,135        | 0,7 %                          |
| Grupo minoritario visible                | Japonés                                    | 905          | 0,3 %                          |
| Grupo minoritario visible                | Minoría Visible, no incluido en otra parte | 405          | 0,1 %                          |
| Grupo minoritario visible                | Múltiples minorías visibles                | 1,110        | 0,4 %                          |
| Población total de las minorías visibles | Población total de las minorías visibles   | 58,535       | 20,3 %                         |
| Europea                                  | Europea                                    | 202,095      | 70 %                           |
| Grupo aborigen                           | Grupo aborigen                             | 23,865       | 8,3 %                          |
| Población Total                          | Población Total                            | 288,765      | 100%                           |

Según el censo de 2011, el 76,47% de la población del valle del Fraser tiene el inglés como lengua materna; el punjabí es la lengua materna del 10,02% de la población, seguido del alemán (3,49%), el holandés (1,39%), el francés (1,07%), el coreano (0,69%), el español (0,66%), el tagalo (0,35%), el chino, n.o.s. (0,33%) y el vietnamita (0,30%).
| Lengua materna    | Población (2011) | Porcentaje |
| ----------------- | ---------------- | ---------- |
| Inglés            | 209,130          | 76.47%     |
| Punjabi           | 27,390           | 10.02%     |
| Alemán            | 9,540            | 3.49%      |
| Holandés          | 3,790            | 1.39%      |
| Francés           | 2,915            | 1.07%      |
| Coreano           | 1,880            | 0.69%      |
| Español           | 1,810            | 0.66%      |
| Tagalo (Filipino) | 950              | 0.35%      |
| Chino, n.o.s.     | 890              | 0.33%      |
| Vietnamita        | 820              | 0.30%      |

## Uso moderno de la tierra
Hoy en día, en el Valle de Fraser existe una mezcla de usos de la tierra, que van desde los centros urbanos e industriales de Vancouver, Surrey y Abbotsford, pasando por campos de golf y parques hasta granjas lecheras y huertas.
Las tierras agrícolas del valle, en gran parte protegidas por la Reserva de Tierras Agrícolas, se cultivan intensivamente: el Valle del Fraser aporta más de la mitad de los ingresos agrícolas anuales de Columbia Británica, aunque constituye un pequeño porcentaje de la superficie total de la provincia. [cita requerida]
El Valle del Fraser, específicamente en Abbotsford, es la zona de cultivo de arroz más septentrional del mundo.

## Calidad del aire
A medida que la población del valle crece y el tráfico aumenta, la contaminación atmosférica se convierte en una cuestión cada vez más importante; a lo largo de los años han surgido diversas controversias (la más reciente sobre "Sumas 2", que fue una propuesta, que fue derrotada, de crear una central eléctrica justo al sur de la frontera entre el Canadá y los Estados Unidos) sobre si la contaminación atmosférica es un problema o no y, en caso afirmativo, cómo debe abordarse.
La vigilancia de la calidad del aire ha mejorado en los últimos años y ahora es posible comparar las comunidades de la Columbia Británica en varias medidas. Los datos comparativos sobre cuatro medidas - partículas finas, ozono a nivel del suelo, dióxido de nitrógeno y dióxido de azufre - muestran que el Valle del Fraser está por debajo de Vancouver en varias medidas de calidad del aire. Por ejemplo, las comunidades del Valle del Fraser tenían menos de la mitad de los niveles de dióxido de nitrógeno, y eran inferiores en materia de partículas finas y dióxido de azufre (en esta última medida, Abbotsford y Chilliwack estaban entre los más bajos de todos los sitios de la Columbia Británica)..
En ciertas condiciones climáticas durante el verano, los vientos dominantes del oeste arrastran la contaminación atmosférica de los vehículos y de los barcos en el puerto de Vancouver hacia el este por el delta triangular, atrapándola entre las Montañas de la Costa al norte y las Cascadas al sureste. La calidad del aire se resiente. Esto suele ocurrir durante una inversión de la temperatura, y dura unos pocos días. El ozono a nivel del suelo tiende a provenir de fuentes locales en el valle y varía con los vientos predominantes. Con los vientos predominantes del noreste durante el final del otoño y el invierno, la calidad del aire rara vez es un problema.
La calidad del aire en el Valle del Fraser a veces excede el Estándar Canadiense (CWS) para el ozono (en Hope) y está cerca de exceder el CWS para las partículas.

## Uso moderno del nombre
En el uso coloquial, "el valle del Fraser " suele referirse únicamente a la parte del valle que se encuentra más allá de la zona urbana continuamente urbanizada en torno a Vancouver, hasta llegar a Chilliwack y Agassiz, unos 80 km al este, y colindante con la frontera con el condado Whatcom de Washington; los medios de comunicación suelen incluir también las zonas suburbanas orientales urbanizadas de Vancouver que hace unos decenios eran tierras de cultivo y bosques mixtos, típicos del "Valle". La región del valle del Fraser es también la que lleva el nombre del Distrito Regional del Valle del Fraser, aunque este consiste solo en la mitad del valle del Fraser actual, y está formado por los municipios y las zonas incorporadas desde Abbotsford y Mission hacia el este hasta Hope. También incluye áreas que no están en el valle del Fraser, particularmente el bajo cañón del Fraser desde Boston Bar hasta Hope.
El término "valle del Fraser central" se refiere a Mission y Abbotsford y se incluye dentro del valle del Fraser inferior. El valle del alto Fraser significa desde Chilliwack y Agassiz hasta Hope. Las frases "pueblos del valle del Fraser" y "municipios del río Fraser" incluyen el delta y Richmond, aunque el coloquial "en el Valle" significa desde Surrey y Coquitlam hacia el este.
La "zona de marea del Fraser " suele definirse como la zona del Fraser desde la desembocadura en el Océano Pacífico hasta el puente de la Misión. Todo lo que está entre ellos está muy influenciado por las mareas oceánicas, incluyendo el lago de marea más grande de América del Norte, el lago Pitt.

## Sociología
La orilla sur del valle del Fraser central y superior también es conocida coloquialmente como el "Cinturón Bíblico" de la Columbia Británica, pues en ella se hallan muchas de las iglesias más grandes de Canadá, en particular los Hermanos Menonitas y la Iglesia Reformada Holandesa, un reflejo del fuerte asentamiento que hubo en el Valle por parte de los inmigrantes holandeses y alemanes de la posguerra. También es la sede canadiense de numerosas organizaciones paraeclesiásticas cristianas/evangélicas, como Focus on the Family y Campus Crusade for Christ. Los votantes de las circunscripciones de la orilla sur suelen elegir candidatos de derecha, mientras que en las circunscripciones de la orilla norte del río las elecciones oscilan entre los partidos de izquierda y de derecha con regularidad.